# Ornithogalum pedicellare
Ornithogalum pedicellare là một loài thực vật có hoa trong họ Măng tây. Loài này được Boiss. & Kotschy mô tả khoa học đầu tiên năm 1865.